# Velocità massima (film)
Velocità massima è un film del 2002 diretto da Daniele Vicari con protagonista Valerio Mastandrea.
È stato presentato in concorso alla 59ª Mostra internazionale d'arte cinematografica di Venezia e distribuito nelle sale italiane il 3 settembre 2002.

## Trama
Claudio è un diciassettenne aspirante meccanico, che inizia a lavorare nell'officina di Stefano contro il volere del padre. Mostra subito un vero talento per i motori, tanto che Stefano lo tratta freddamente non sopportando di essere meno bravo di un ragazzino. Una sera Stefano decide di portarlo con sé presso l'obelisco, dove si radunano i tanti appassionati di motori nei fine settimana per organizzare, tra l'altro, qualche gara clandestina. Entrati quindi in un giro di corse clandestine, incontrano Fischio, proprietario di una Toyota Celica GT-Four.
Inizialmente la Lancia Delta Integrale di Stefano ha la peggio contro l'auto di Fischio, tanto che Claudio decide di riesumare una Ford Sierra Cosworth dall'autofficina di Stefano. Quest'ultimo, dapprima indispettito dal comportamento del ragazzo che sembra solo perder tempo in officina, rimane stupito dalle capacità che Claudio dimostra di possedere: dopo una prima elaborazione sommaria della Sierra, gareggiano di nuovo contro Fischio e pur non vincendo, riescono ad umiliare l'avversario. Decidono così di sistemare e preparare l'auto per renderla migliore. Claudio però comincia a trascurare il lavoro quando si innamora di Giovanna; la loro relazione viene ostacolata da Stefano, in difficoltà economiche anche a causa dei soldi spesi per la Sierra, che spera nell'aiuto di Claudio per potersi risollevare vincendo una gara pericolosa nella quale scommettono 40 milioni di lire contro Fischio. Intanto, Giovanna ha lasciato Claudio: poco prima si era scoperto che l'antipatia che Stefano nutriva nei suoi confronti era dovuta ad una loro precedente relazione, e durante un momento di assenza di Claudio, i due avevano finito per avere un rapporto sessuale.
Poco prima della gara, Giovanna sbatte la verità in faccia a Claudio, che si confronterà con Stefano: a questo punto Claudio rimane freddo e impassibile, facendo rischiare a Stefano di perdere la gara. Poi, proprio mentre l'auto comincia a perdere potenza, decide di fare un ultimo gesto verso l'ormai ex amico Stefano e reimposta manualmente i valori dell'overboost: l'auto ritorna a ruggire riuscendo a battere la Celica. Stefano vince i 40 milioni di lire, e come da lui promesso tempo prima, regala la Sierra a Claudio. Il mattino dopo, Stefano si sveglia e affacciatosi sul cortile dell'officina trova la Sierra completamente smontata, e tutte le sue parti disposte per terra, ultimo gesto di Claudio, che ormai è andato via. Il film si chiude con Stefano sorridente, in piedi mentre fissa tutti i pezzi dell'auto.

## Riconoscimenti
- David di Donatello 2003: miglior regista esordiente
- Nastri d'argento 2003: miglior produttore e miglior montaggio
- Ciak d'oro 2003
  - Migliore produttore[1]
  - Migliore opera prima[1]
  - Migliore montaggio[1]